# Markušica
Markušica (srbsky Маркушица, maďarsky Márkusfalva, německy Sankt Markus) je vesnice a správní středisko stejnojmenné opčiny v Chorvatsku ve Vukovarsko-sremské župě. Nachází se asi 17 km severozápadně od města Vinkovci a asi 27 km severozápadně od Vukovaru. V roce 2011 žilo v Markušici 1 009 obyvatel, v celé opčině pak 2 555 obyvatel. Naprostou národnostní většinu tvoří Srbové.
Součástí opčiny je celkem pět trvale obydlených sídel.
- Gaboš – 516 obyvatel
- Karadžićevo – 194 obyvatel
- Markušica – 1 009 obyvatel
- Ostrovo – 612 obyvatel
- Podrinje – 224 obyvatel

Územím opčiny prochází státní silnice D518 a župní silnice Ž4134, Ž4135 a Ž4148. Protéká zde řeka Vuka.